# Csaba Németh
Csaba Németh, né le 13 octobre 1968, est un athlète hongrois. Spécialiste de l'ultra-trail, il a notamment remporté le Lavaredo Ultra Trail en 2008, 2009 et 2010.

## Résultats
| no  | masculin           | Course                                                  | Longueur | Départ          | Temps            |
| --- | ------------------ | ------------------------------------------------------- | -------- | --------------- | ---------------- |
| 2e  | Médaille d'argent  | Ultra-Trail du Mont-Blanc                               | 155 km   | 25 août 2006    | 21 h 37 min 32 s |
| 1er | Médaille d'or      | Lavaredo Ultra Trail                                    | 53 km    | 22 juin 2008    | 5 h 34 min 28 s  |
| 1er | Médaille d'or      | Lavaredo Ultra Trail                                    | 60 km    | 21 juin 2009    | 6 h 54 min 52 s  |
| 1er | Médaille d'or      | Lavaredo Ultra Trail                                    | 90 km    | 26 juin 2010    | 11 h 10 min 43 s |
| 2e  | Médaille d'argent  | Transgrancanaria                                        | 123 km   | 24 mars 2011    | 13 h 38 min 37 s |
| 2e  | Médaille d'argent  | Maxi-Race du Lac d'Annecy                               | 88 km    | 26 mai 2012     | 10 h 06 min 57 s |
| 3e  | Médaille de bronze | Lavaredo Ultra Trail                                    | 118 km   | 29 juin 2012    | 13 h 42 min 03 s |
| 1er | Médaille d'or      | Mozart 100                                              | 100 km   | 22 juin 2013    | 7 h 48 min 22 s  |
| 3e  | Médaille de bronze | Championnats d'Europe de skyrunning - Ultra SkyMarathon | 80 km    | 27 juillet 2013 | 9 h 43 min 25 s  |
| 1er | Médaille d'or      | Mozart 100                                              | 100 km   | 21 juin 2014    | 8 h 30 min 48 s  |
| 3e  | Médaille de bronze | Mozart 100                                              | 100 km   | 17 juin 2017    | 10 h 45 min 35 s |